# Competitividad electoral
La competitividad electoral se mide en puntos porcentuales de distancia que separan al primer partido del segundo. En ocasiones se hace referencia también a la competitividad parlamentaria que estima la distancia en porcentaje de escaños en lugar del porcentaje de votos.
Se suele considerar:
- <5 muy alta
- 5-10 alta
- 10-15 media
- 15-20 baja
- >20 muy baja

## Competitividad electoral en España
En elecciones generales no ha dejado de aumentar la competitividad entre los dos primeros partidos desde 1982, con la única excepción de 2000 cuando bajó.
- Media en las victorias de UCD.
- Muy baja en 1982, baja en 1986 y media en 1989 -> hegemonía del PSOE
- Muy alta en todas las sucesivas. –> reorganización de la derecha
- Media en 2000. -> mayoría absoluta del PP